# Chiesa di Santa Teresa (Brindisi)
La chiesa di Santa Teresa è una chiesa barocca che prospetta sulla omonima piazza a Brindisi.
Fu costruita per munificienza del sacerdote Francesco Monetta (1670) e fu sede del convento dei teresiani (carmelitani Scalzi) con l'intitolazione a San Gioacchino. Soppresso il convento, nel 1807 divenne sede militare: dopo i restauri del 1980 circa è la sede dell'Archivio di Stato.
La facciata ha le forme di un modesto barocco con pochi inserti in pietra (nicchie, pinnacoli e volute) su un paramento in tufo carparo.
All'interno, ai lati dell'altare maggiore, due tele di Diego Bianchi (San Giuseppe e Estasi di Santa Teresa); nella prima cappella a destra, Presepe, quadro del '600 estremamente interessante per le raffigurazioni di costumi salentini dell'epoca; a sinistra tela con Sant'Andrea (sec. XVII), Madonna del Carmelo che consegna lo scapolare del leccese Serafino Elmo; statua in pietra San Francesco di Paola; epigrafe marmorea di don Aloysio Ferreira (sec. XVIII) benefettore. 
Sulla sovraporta Educazione di Maria Vergine (sec. XVIII).